# Känselspröt

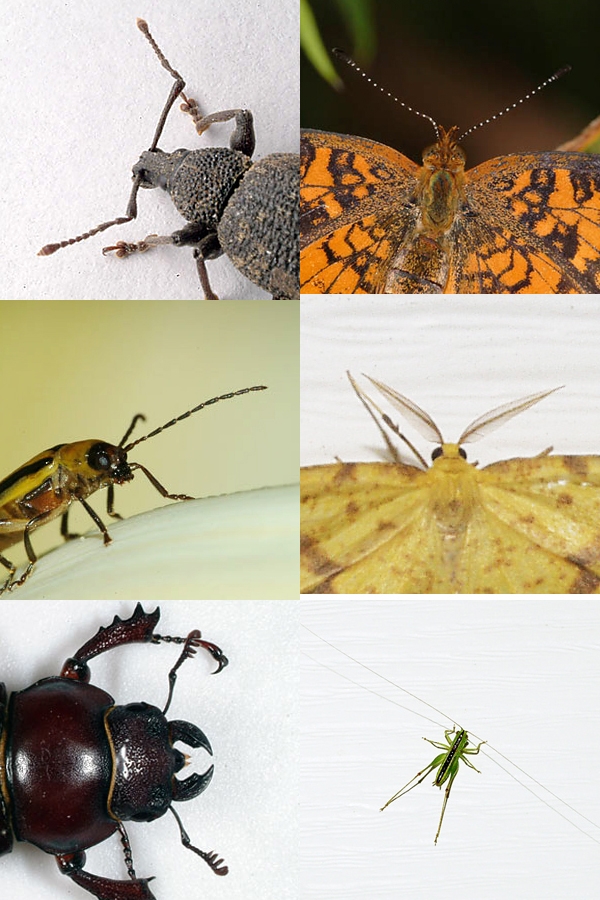
Känselspröt på olika insekter.

Känselspröt är ett alternativt ord för insekters antenner. Ordet syftar på de fall där insekten använder antennerna för att känna sig fram eller för att identifiera saker. På antennerna sitter många receptorer för hos insekten viktiga sinnesorgan, förutom för känselsinnet så även särskilt för luktsinnet. Hos många insekter fångar antennerna upp doftpartiklar, så kallade feromoner, som bland annat hjälper insekten att hitta en partner för fortplantningen. Funktionen för antennerna är ofta specialiserad inom olika ordningar och arter.
Efter utseendet brukar man ofta beskriva känselspröten hos olika insekter som trådlika, pärllika, kamlika, fjäderlika, plymlika eller klubblika. På bilden till vänster visas några av de vanligaste sorterna.

## Galleri

Namn på olika former av känselspröt.